# Попов Володимир Олександрович (актор)
Володимир Олександрович Попов (рос. Попов Владимир Александрович; 1889—1968) — радянський актор театру і кіно.

## Біографія
Народився в 1889 році в Москві.
Працював у 1901—1904 роках хлопчиком у різних магазинах Москви.
У 1904—1907 роках навчався в Московській консерваторії (клас скрипки).
У 1908—1910 і 1911—1915 роках був співробітником МХТ (статист).
У 1910—1911 роках служив у Російській імператорській армії, але був звільнений через хворобу.
У 1915—1916 роках Попов — артист Московського Камерного театру.
У 1916 році був знову покликаний в армію й по 1918 рік перебував на Західному фронті в адміністративному відділі 14-ї інженерно-будівельної дружини.
Після Жовтневої революції продовжив свою акторську діяльність. У 1918—1924 роках був артистом 1-ї Студії МХТ, у 1924—1936 роках — 2-го МХАТу, в 1936—1968 роках — артист МХАТу СРСР імені М. Горького. Крім акторської, займався педагогічною діяльністю — викладав у Школі-студії імені В. І. Немировича-Данченка при МХАті СРСР імені М. Горького.
Помер у 1968 році в Москві. Похований на Новодівичому кладовищі (ділянка 7, 4 ряд).

### Родина
Дружина — Попова Наталія Іванівна (1904—1980), похована поряд із чоловіком.

## Нагороди та премії
- заслужений артист РРФСР.
- народний артист РРФСР (26.10.1948).
- Сталінська премія другого ступеня (1951) — за театральну роботу в області звукового оформлення вистав МХАТу СРСР імені М. Горького).
- орден «Знак Пошани» (26.10.1938).
- орден Трудового Червоного Прапора (26.10.1948).
- медаль "За доблесну працю у Великій Вітчизняній війні 1941—1945 рр .. " (1946).
- медаль «У пам'ять 800-річчя Москви» (1948).

## Творчість

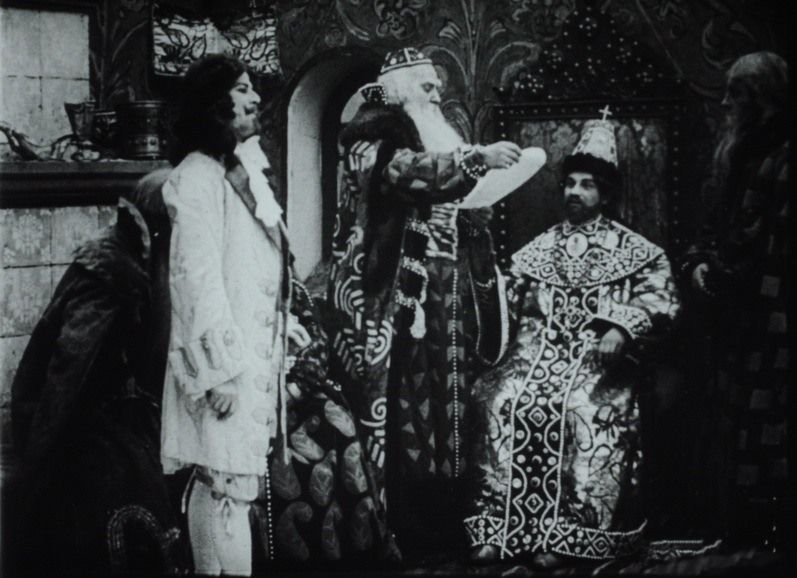
Шведський посол, Борис Морозов та Олексій Михайлович. Кадр з фільму «Трьохсотліття царювання дому Романових».

### Фільмографія
- 1913 — Трьохсотліття царювання дому Романових — цар Олексій Михайлович
- 1918 — Бал Господній — Наров
- 1926 — Випадок на млині — Петруха — син Герасима; Останній постріл — підрядник Янченко
- 1927 — Дон Дієго і Пелагея — сторож сільради; Дівчина з коробкою
- 1928 — Каторга — Черняк, наглядач
- 1929 — Чини та люди — Хрюкін
- 1933 — Маріонетки — білий генерал
- 1936 — Про дивацтва любові — масовик-витівник (немає в титрах); Безприданниця — Робінзон
- 1940 — Старий наїзник — офіціант
- 1941 — Як посварився Іван Іванович з Іваном Никифоровичем — Іван Іванович Перерепенко — головна роль; Бойовий кінозбірник № 7 — Пітер Оберфорен — оптичний майстер
- 1949 — Щасливий рейс — Пал Палич — завгар — головна роль
- 1952 — Школа лихослів'я (фільм-спектакль) — сер Бенджамен Бекбайт
- 1953 — Анна Кареніна (фільм-спектакль) — Капітонич
- 1968 — Борсуки (фільм-спектакль) — 3-я серія — бородань
- 1969 — Єгор Буличов та інші (фільм-спектакль) — Гаврило трубач

### Озвучування мультфільмів
- 1945 — Теремок — Їжачок
- 1948 — Сіра Шийка